# Rebecca St. James
Rebecca St. James, pseudonimo di Rebecca Jean Fink, nata Rebecca Smallbone (Sydney, 26 luglio 1977), è una cantante australiana con cittadinanza statunitense.

## Biografia
Inizia ad esibirsi in Australia verso la fine degli anni ottanta e pubblica il suo primo album nel 1991. Nel 1993 firma un contratto discografico con la ForeFront Records, per pubblicare l'anno seguente il suo primo album con una major.
Raggiunge la fama nella seconda metà degli anni novanta grazie in particolare agli album God e Pray. Vince un Grammy Award nel 2000 come miglior album rock gospel per Pray.
È attiva anche come attrice e scrittrice.

## Vita privata
Dal 2011 è sposata con Jacob "Cubbie" Fink, bassista dei Foster the People.

## Discografia parziale

### Album in studio
- 1991 - Refresh My Heart
- 1994 - Rebecca St. James
- 1996 - God
- 1997 - Christmas
- 1998 - Pray
- 2000 - Transform
- 2002 - Worship God
- 2005 - If I Had One Chance to Tell You Something
- 2011 - I Will Praise You

### Album dal vivo
- 2004 - Live Worship: Blessed Be Your Name
- 2007 - aLIVE in Florida

### Raccolte
- 2003 Wait for Me: The Best from Rebecca St. James

## Videografia
- 2002 - Worship God

## Filmografia parziale

### Attrice

#### Cinema
- Prima dell'apocalisse (Left Behind: The Movie), regia di Vic Sarin (2000)
- !Hero: The Rock Opera, regia di Ed DeGarmo - direct-to-video (2003)
- Unidentified, regia di Rich Christiano (2006)
- Sarah's Choice, regia di Chad Kapper - direct-to-video (2009)
- Stelle emergenti (Rising Stars), regia di Dan Millican (2010)
- Suing the Devil, regia di Tim Chey (2011)
- The Frontier Boys, regia di John Grooters (2012)
- A Strange Brand of Happy, regia di Brad Wise (2013)
- Faith of Our Fathers, regia di Carey Scott (2015)
- We Three Kings, regia di Joseph J. Graber e Stacie Graber (2020)

#### Televisione
- A Strange Brand of Happy: Behind the Scenes, regia di Isaac Stambaugh - film TV (2014)

### Doppiatrice
- The First Easter, regia di Jerry Vreeman - cortometraggio direct-to-video (2001)
- An Easter Carol, regia di Tim Hodge - direct-to-video (2004)

## Riconoscimenti (parziale)
- Grammy Award
  - 2000 - Miglior album rock gospel per Pray